# Битва при Уруку
Битва при Уруку — одна з вирішальних битв аккадського правителя Саргона Великого в підкоренні Шумеру. Єдина інформація про битву, що збереглася, це копія напису з Ніппура. Під час своєї військової кампанії, Саргон зруйнував шумерське місто Урук. Ті, хто залишилися покинули місто і приєдналися до інших шумерських військ п'ятдесяти провінцій Шумеру, які знаходилися під керівництвом короля Лугалзагесі з Умми, який був основним конкурентом Саргона. У ході битви, яка відбулася біля Урука, ймовірно, близько 2271 року до н. е., армія Лугалзагесі була розбита і в паніці втекла.